# Festival der Regionen
Das Festival der Regionen (auch: FdR) ist ein zeitgenössisches Kunst- und Kulturfestival in Österreich. Es findet seit 1993 alle zwei Jahre in einer jeweils festgelegten Region in Oberösterreich statt. Die Projekte des Festivals beziehen die Bevölkerung in die Auseinandersetzung mit gesellschaftlichen, politischen und künstlerischen Fragestellungen ein. 2025 findet mit "Realistische Träume" von 13. bis 22. Juni das mittlerweile 17. Festival der Regionen statt.
Der Verein Festival der Regionen betreut das Festival. Das Programmboard erarbeitet für jedes Festival ein Thema mit einer öffentlichen Ausschreibung und einer Festlegung auf eine oder mehrere Schwerpunktregionen, die Mitglieder werden für jede Festivalausgabe und spezifisch für jede Festivalregion neu bestellt. Neben der Stärkung und Förderung regionaler Initiativen im Feld der Kulturarbeit gehört die Sensibilisierung für aktuelle künstlerische Entwicklungen zu den Zielen des Festivals – mit den Aspekten der Vermittlung, des offenen Dialoges und der Verbindung von Alltagskultur und Kunst.
Im Jahr 2011 zeichnete das Land Oberösterreich das Festival der Regionen mit dem Großen Landespreis für initiative Kulturarbeit aus.

## Entstehung
Das Festival der Regionen entstand Anfang der 1990er Jahre aus einem breit gestreuten Unbehagen. Zeitgenössische Kunstformen kamen in den jährlich vom Land Oberösterreich konzipierten Landesausstellungen nur am Rande vor. Die oberösterreichische Landesregierung beauftragte ihren Kulturbeirat, zu untersuchen, wie man die Landesausstellungen reformieren könne.
Der Landeskulturbeirat setzte eine Arbeitsgruppe zur Ausarbeitung eines neuen Konzepts ein, in der Protagonisten von oberösterreichischen Kulturinitiativen und Künstler (u. a. Josef Ecker, Hannes Leopoldseder, Wolfgang Preisinger, Franz Prieler, Günther Stockinger, Rainer Zendron) vertreten waren. Eine erste Entscheidung war, dass die Landesausstellungen nur mehr im zweijährigen Abstand stattfinden sollten. Teile der finanziellen Einsparungen sollten in Alternativprogramme investiert werden, die stärker im Segment Alltagskultur und -kunst angesiedelt sind.
So wurde ein Festival geplant, welches sich trotz Öffnung zur Kunst nicht an ein spezialisiertes Fachpublikum richtet, sondern an den alltäglichen Erfahrungen der Bevölkerung ansetzt und eine örtliche Nähe beim gewünschten Publikum aufweisen sollte. Das Festival der Regionen wurde als Format zur lebendigen Auseinandersetzung mit den Regionen und ihren Menschen gegründet, das an aktuellen Diskussionen interessiert ist.
In seiner Selbstbeschreibung bezeichnet der Landeskulturbeirat OÖ die Gründung des Festival der Regionen als "herausragende Errungenschaft der Ära Leopoldseder".
Von 2018 bis 2021 führte Airan Berg als Nachfolger von Gottfried Hattinger das Festival der Regionen als künstlerischer Leiter. Mit dem Festival 2023 wurde ein künstlerisches Board eingeführt, dass die kuratorische und künstlerische Leitung für jeweils ein Festival wahrnimmt. Das Programmboard für die Festivalausgabe 2025 bilden Mieze Medusa, Isa Schieche, Antoine Turillon, Fina Esslinger und Katharina Spanlang.

## Themen

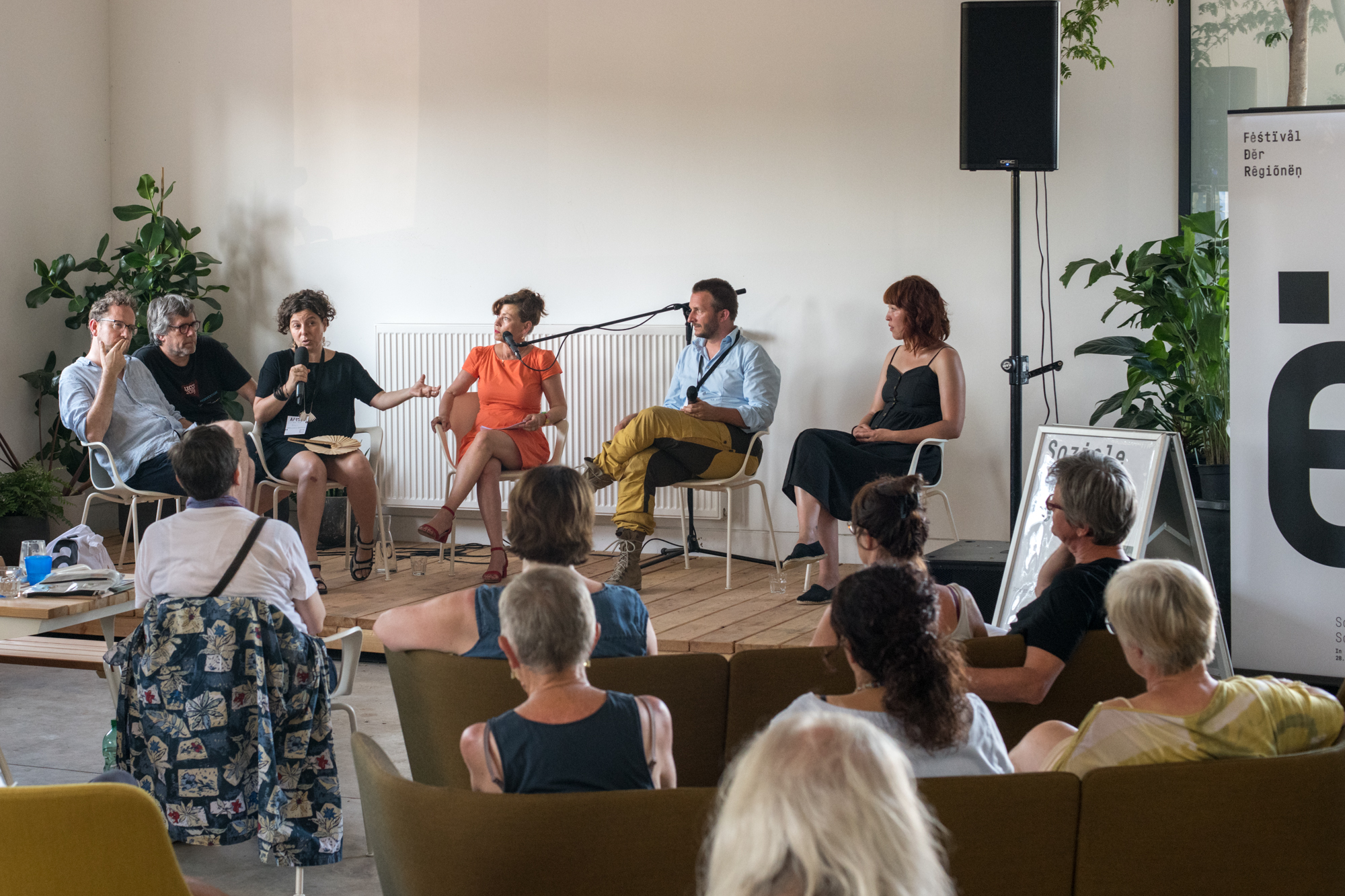
Soziale Wärme im Gespräch (2019)

Das Festival steht jeweils unter einem Motto, das von Kunstschaffenden aufgegriffen und interpretiert wird.
- 1993 – Das Fremde
- 1995 – Heiße Heimat
- 1997 – Kunst.Über.Leben – Entdeckungsreisen zu Alltagswundern
- 1999 – Randzonen
- 2001 – Das Ende der Gemütlichkeit
- 2003 – Die Kunst der Feindschaft
- 2005 – Geordnete Verhältnisse (Oberes Mühlviertel)
- 2007 – Fluchtwege und Sackgassen (Bezirk Kirchdorf)
- 2009 – Normalzustand (Linz Süd)
- 2011 – Umsteigen (Attnang–Puchheim)
- 2013 – Umgraben (Eferding)
- 2015 – Schichtwechsel – Hackeln (Ebensee)
- 2017 – Ungebetene Gäste (Marchtrenk)
- 2019 – Soziale Wärme (Perg – Strudengau)[6]
- 2021 – Unter Tag (Bad Ischl – Obertraun)
- 2023 – Höchste Eisenbahn (Region entlang der Summerauerbahn)
- 2025 – Realistische Träume (Braunau am Inn)[7]